# ヨーゼフ・ゲリネク
ヨーゼフ・ゲリネク（Joseph Gelinek 1758年12月3日 - 1825年4月13日）は、チェコ生まれの作曲家、ピアニスト。キャリアの大半をウィーンで過ごした。ピアノのための変奏曲を作曲したことによってよく知られている。

## 生涯
ゲリネクは現在のチェコに位置するベロウンに生まれた。プシーブラムのイエズス会の学校に通い、ヨゼフ・フェルディナンド・ゼゲルの下でオルガンと作曲を学ぶ。1786年に司祭に叙任された。
ヴォルフガング・アマデウス・モーツァルトは自作のオペラ『ドン・ジョヴァンニ』の公演のために訪れたプラハでゲリネクに出会っている。モーツァルトの推薦により、ゲリネクはキンスキー伯爵の宮殿において専任の司祭、鍵盤楽器教師に任用された。約2年後、伯爵家に随行する形でウィーンへと赴き、この地でヨーゼフ・キンスキー公に仕えた。ウィーンには13年留まることになる。
ウィーンではヨハン・ゲオルク・アルブレヒツベルガーに対位法の指導を受ける。ピアノのヴィルトゥオーゾとして知られ、ピアノ教師としてウィーンで引っ張りだこの状態であった。モーツァルトもゲリネクのピアノでの即興演奏の腕前を評価していた。
ある晩餐会の場でルートヴィヒ・ヴァン・ベートーヴェンと初めて顔を合わせたゲリネクは、その会場でベートーヴェンとピアノの腕比べをしてはどうかと持ちかけられる。ゲリネクは後に次のように述懐している。「私は人があんな演奏をするのを聴いたことがなかった。彼は私が与えた主題を基に即興を行ったが、モーツァルトの即興によってすら聞いたことのないようなものだった（中略）彼は困難を乗り越え、我々が夢に見ることすら叶わなかったような効果をピアノから引き出すことができるのである。」
ゲリネクは主にピアノのために大量の作品を作曲し、とりわけピアノのための変奏曲によって知られる。人気の絶頂にあったのは1800年から1810年頃のことである。